# Stellenbosch FC
Stellenbosch Football Club is een professionele voetbalclub gevestigd in Stellenbosch, Zuid-Afrika. De club werd opgericht in 2016 na de verhuizing van Vasco da Gama FC naar Stellenbosch en is de eerste Premier Soccer League-club uit de Cape Winelands-regio. In 2019 promoveerde de club naar de DStv Premiership. Het eerste elftal speelt zijn thuiswedstrijden in het Danie Craven Stadion.
Op nationaal niveau won de club in 2019 de National First Division, waarmee het voor het eerst promotie naar de hoogste klasse verdiende. In 2023 won Stellenbosch FC de Carling Knockout Cup, waarmee het de eerste kampioen werd van de vernieuwde competitie.

## Geschiedenis
Stellenbosch FC ontstond in 2016 toen een bestaande club verhuisde naar Stellenbosch en een nieuwe naam kreeg. De ploeg begon in de National First Division en eindigde in het eerste seizoen als derde, maar wist geen promotie af te dwingen. Na een trainerswissel en wisselende resultaten volgde in 2018 een overname door de Stellenbosch Academy of Sport, wat een nieuw tijdperk inluidde.
Een jaar later lukte het de club alsnog om promotie naar de hoogste Zuid-Afrikaanse divisie, de DStv Premiership, af te dwingen. In de eerste seizoenen in de Premiership speelde het team wisselend, maar wist het zich te handhaven. Sinds 2020 speelt Stellenbosch zijn thuiswedstrijden in het Danie Craven Stadion.
De prestaties verbeterden geleidelijk, met een opvallende vierde plaats in 2021–22, waarmee de club zich voor het eerst kwalificeerde voor een belangrijk toernooi. In 2023 behaalde Stellenbosch zijn eerste grote prijs door de Carling Knockout Cup te winnen na een spannende strafschoppenserie.

## Clubnaam
De operationeel directeur van de club zei dat de naam "Stellenbosch FC" laat zien dat ze een club willen creëren die de gemeenschap van de Cape Winelands vertegenwoordigt. Ze zijn bezig iets bijzonders op te bouwen en willen de hele gemeenschap daarin meenemen. Het clublogo heeft een tros druiven, omdat Stellenbosch in de wijnstreek ligt.